# العلاقات الباهاماسية المالطية
العلاقات الباهاماسية المالطية هي العلاقات الثنائية التي تجمع بين باهاماس ومالطا.

## مقارنة بين البلدين
هذه مقارنة عامة ومرجعية للدولتين:
| وجه المقارنة                                              | باهاماس      | مالطا                                                     |
| --------------------------------------------------------- | ------------ | --------------------------------------------------------- |
| المساحة (كم2)                                             | 13.88 ألف    | 316                                                       |
| عدد السكان (نسمة)                                         | 395.36 ألف   | 465.29 ألف                                                |
| الكثافة السكانية (ن./كم²)                                 | 28.48        | 147.24 ألف                                                |
| العاصمة                                                   | ناساو        | فاليتا                                                    |
| اللغة الرسمية                                             | لغة إنجليزية | اللغة المالطية، لغة إنجليزية                              |
| العملة                                                    | دولار بهامي  | يورو، ليرة مالطية                                         |
| الناتج المحلي الإجمالي (بليون دولار)                      | 12.16 مليار  | 12.54 مليار                                               |
| الناتج المحلي الإجمالي (تعادل القوة الشرائية) بليون دولار | 8.92 مليار   | 14.68 مليار                                               |
| الناتج المحلي الإجمالي الاسمي للفرد دولار أمريكي          | 22.82 ألف    | 22.60 ألف                                                 |
| الناتج المحلي الإجمالي للفرد دولار أمريكي                 |              |                                                           |
| مؤشر التنمية البشرية                                      | 0.790        | 0.839                                                     |
| رمز المكالمات الدولي                                      | +1242        | +356                                                      |
| رمز الإنترنت                                              | .bs          | .mt                                                       |
| المنطقة الزمنية                                           | 00           | توقيت وسط أوروبا، ت ع م+01:00، ت ع م+02:00، أوروبا/مالطا ‏ |

## منظمات دولية مشتركة
يشترك البلدان في عضوية مجموعة من المنظمات الدولية، منها:
| علم المنظمة | اسم المنظمة                               | تاريخ انضمام باهاماس | تاريخ انضمام مالطا |
| ----------- | ----------------------------------------- | -------------------- | ------------------ |
|             | يونسكو                                    | 23 أبريل 1981        | 10 فبراير 1965     |
|             | وكالة ضمان الاستثمار متعدد الأطراف        | 4 أكتوبر 1994        | 12 سبتمبر 1990     |
|             | الأمم المتحدة                             | 18 سبتمبر 1973       | 1 ديسمبر 1964      |
|             | دول الكومنولث                             | ?                    | ?                  |
|             | الفريق المعني برصد الأرض                  | ?                    | ?                  |
|             | الاتحاد البريدي العالمي                   | ?                    | ?                  |
|             | البنك الدولي للإنشاء والتعمير             | 21 أغسطس 1973        | 26 سبتمبر 1983     |
|             | الاتحاد الدولي للاتصالات                  | 19 أغسطس 1974        | 1965               |
|             | منظمة حظر الأسلحة الكيميائية              | ?                    | ?                  |
|             | مؤسسة التمويل الدولية                     | 8 ديسمبر 1986        | 1 يونيو 2005       |
|             | المركز الدولي لتسوية المنازعات الاستشارية | 18 نوفمبر 1995       | 3 ديسمبر 2003      |
|             | منظمة الشرطة الجنائية الدولية             | ?                    | ?                  |

## وصلات خارجية
- موقع وزارة الخارجية المالطية